# Sahorre
Sahorre (catalansk: Saorra) er en by og kommune i departementet Pyrénées-Orientales i Sydfrankrig.

## Geografi
Sahorre ligger 58 km vest for Perpignan. Nærmeste byer er mod vest Escaro (8 km), mod nord Fuilla (4 km) og mod nordøst Vernet-les-Bains (5 km).

## Demografi

### Udvikling i folketal
| 1962                                                              | 1968 | 1975 | 1982 | 1990 | 1999 | 2007 | 2013 | 2017 |
| ----------------------------------------------------------------- | ---- | ---- | ---- | ---- | ---- | ---- | ---- | ---- |
| 626                                                               | 445  | 370  | 359  | 333  | 347  | 361  | 369  | 382  |
| Tal fra og med 1962 er uden dobbelttælling (sans doubles comptes) |      |      |      |      |      |      |      |      |